# Peperomia guadalupana
Peperomia guadalupana är en pepparväxtart som beskrevs av Trel. & Yunck.. Peperomia guadalupana ingår i släktet peperomior, och familjen pepparväxter. Inga underarter finns listade i Catalogue of Life.